# Филип Баварски
Филип Вилхелм Баварски (на немски: Philipp Wilhelm von Bayern; * 9/22 септември 1576, Мюнхен; † 21/18 май 1598, Дахау) от династията Вителсбахи, е княз-епископ на Регенсбург (1579 – 1598) и от 1596 г. кардинал.

## Живот
Той е вторият син на херцог Вилхелм V от Бавария (1548 – 1626) и съпругата му Рената Лотарингска (1544 – 1602), дъщеря на херцог Франц I от Лотарингия. Филип е братовчед на император Фердинанд II.
Филип следва теология и философия заедно с по-малкия му брат Фердинанд в университета в Инголщат и става през 1579 г. още на три години княз-епископ на Регенсбург. На 18 декември 1596 г. Филип е направен на кардинал от папа Климент VIII. След две години той умира на 22 години. Погребан е в църквата Фрауенкирхе в Мюнхен. Негов гробен паметник от бронз се намира в катедралата на Регенсбург.